# Museo Maillol de París
El Museo Maillol es un museo privado situado en el número 61 de la calle de Grenelle en el VII distrito de París. Fue creado el 20 de enero de 1995 por Dina Vierny, la modelo del escultor Aristide Maillol, donde se presenta una importante colección de obras de Maillol, así como una colección de arte moderno del siglo XX en pintura, escultura y dibujo. Las exposiciones temporales están dedicadas al arte del siglo XX y XXI. 

## Historia

### Antes de Maillol
El poeta Alfred de Musset vivió en esta residencia entre 1824 y 1840. Más tarde, el pintor Paul Baudry instaló su estudio.

### Creación del museo
El Museo Maillol es la culminación de toda la vida de Dina Vierny, modelo del escultor Aristide Maillol desde los quince años. Dina Vierny también posó para numerosos pintores amigos de Maillol, como Henri Matisse, Pierre Bonnard y Raoul Dufy.
En 1964, Dina Vierny donó al Estado las esculturas monumentales de Maillol. André Malraux, ministro de Cultura, las instaló al aire libre en los jardines de las Tullerías. Ese mismo año creó su fundación, cuyo objetivo era dar a conocer la obra de Aristide Maillol al público.
El 20 de enero de 1995, el Museo Maillol fue inaugurado en una residencia particular del VII distrito de París, el hotel Bouchardon. Dina Vierny fue quien encargó al arquitecto Pierre Devinoy de concebir la disposición interior del museo y su renovación que duró más de quince años. Rehabilitó el sótano para albergar el restaurante que desde 1951 era el Cabaret La Fontaine des Quatre-Saisons, abierto por los hermanos Jacques y Pierre Prévert
El espacio del Museo Maillol ocupa ahora unos 4250 m². Además de las salas dedicadas a las obras de Maillol y a las colecciones permanentes, también hay espacios para exposiciones temporales sobre las diferentes corrientes artísticas que van del siglo XX hasta el siglo XXI. El recorrido de visita presenta un panorama muy amplio de su creación: sus esculturas, y también sus pinturas, dibujos, terracotas y tapices..
En febrero de 2015, la institución estaba en crisis tras la liquidación judicial de la empresa Tecniarte, que había organizado todas las exposiciones de la galería desde la muerte de Dina Vierny en 2009. La exposición sobre "El beso en el arte: del Renacimiento al presente", cuya inauguración estaba prevista para el 25 de marzo, fue oficialmente aplazada.
En 2016, el museo reanudó sus actividades con un programa encargado a Culturespaces (Engie) una filial del grupo Engie (antes GDF-Suez), que finalizó su contrato en 2020. La Fundación Dina Vierny-Musée Maillol ha sido reconocida de utilidad pública por el Estado francés. La legislación estadounidense la reconoce como una fundación. En 2021, la reapertura del museo es gestionada directamente por los herederos de Dina Vierny, con el apoyo del operador cultural belga Tempora.

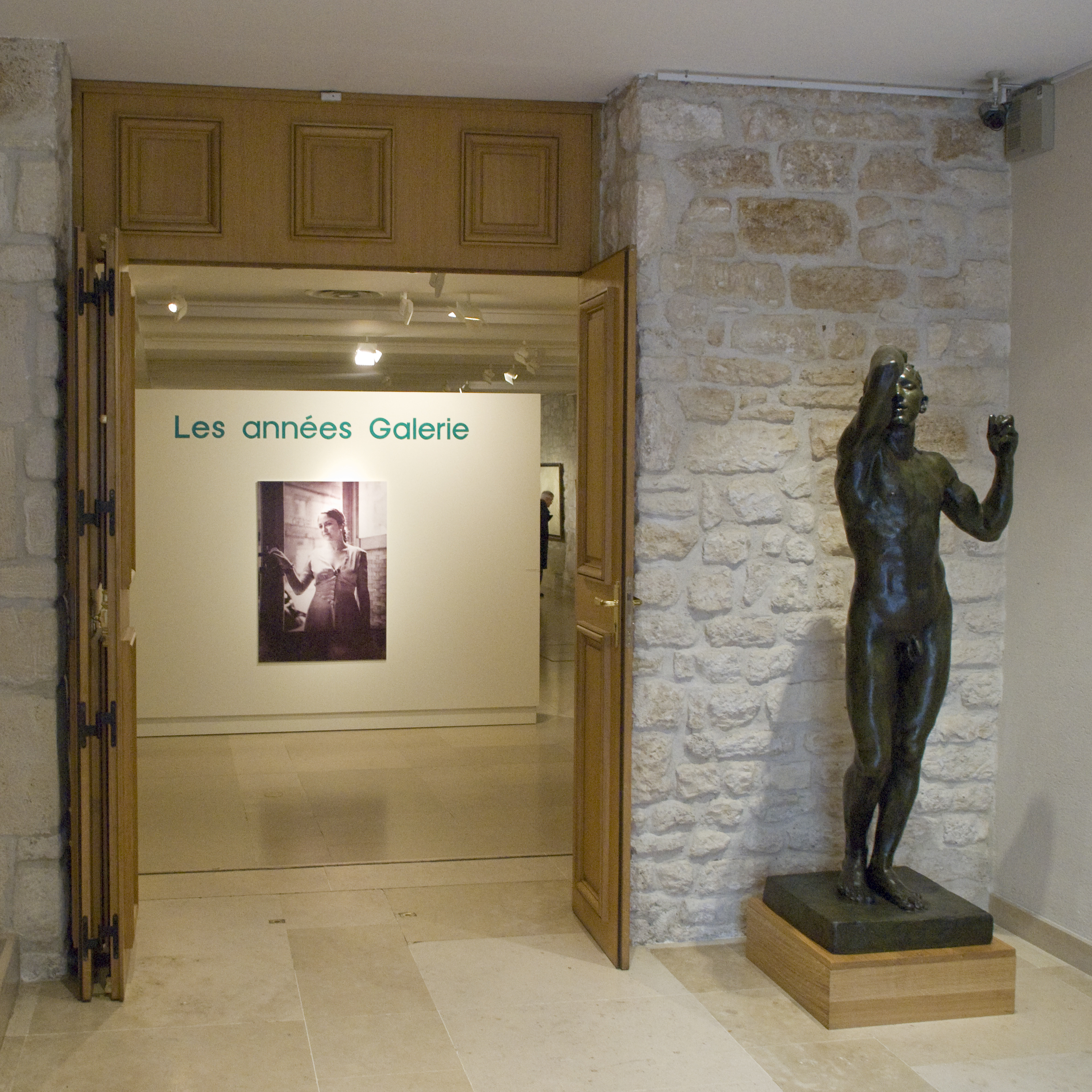
Interior del museo
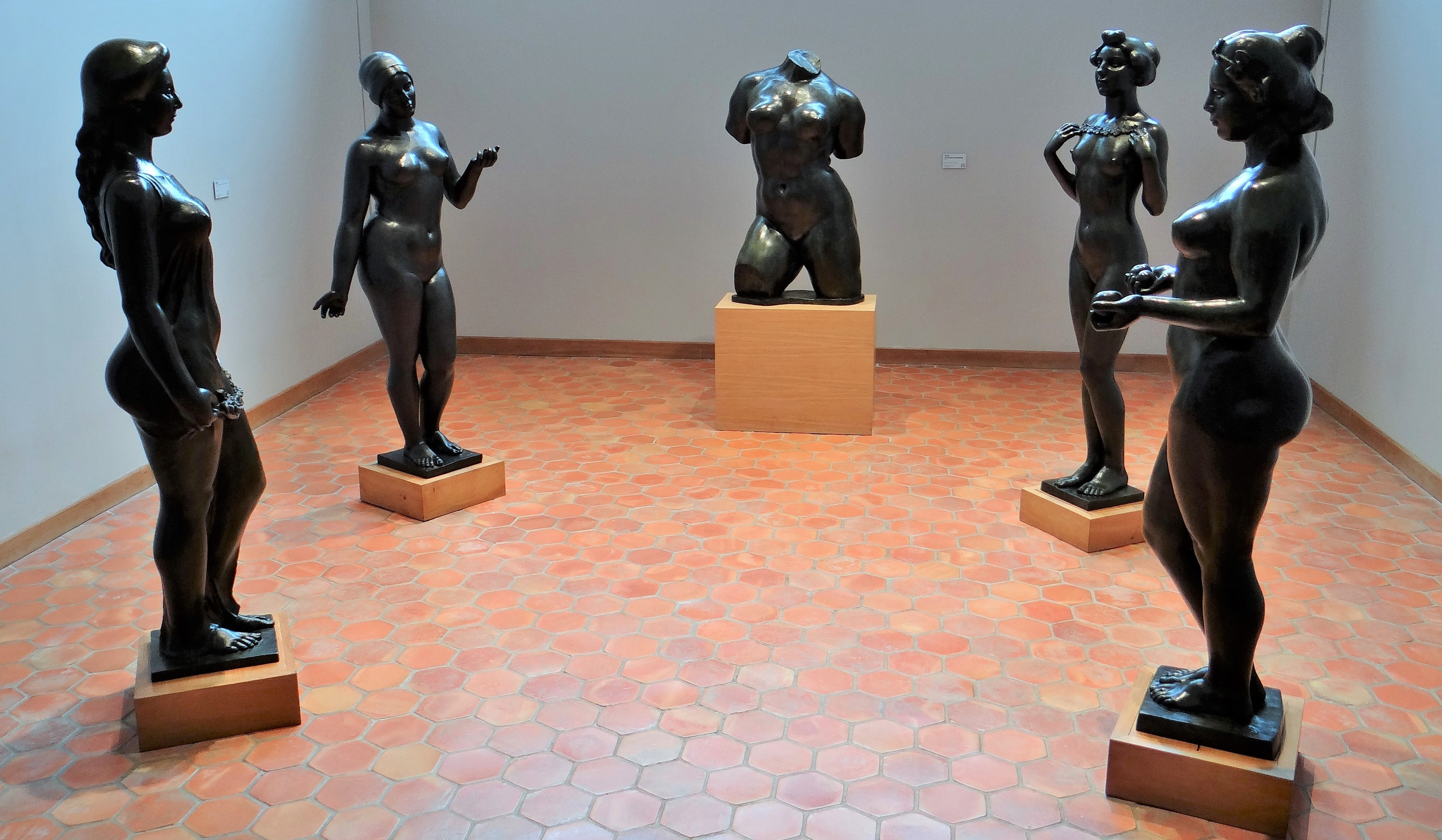
Sala de los bronces
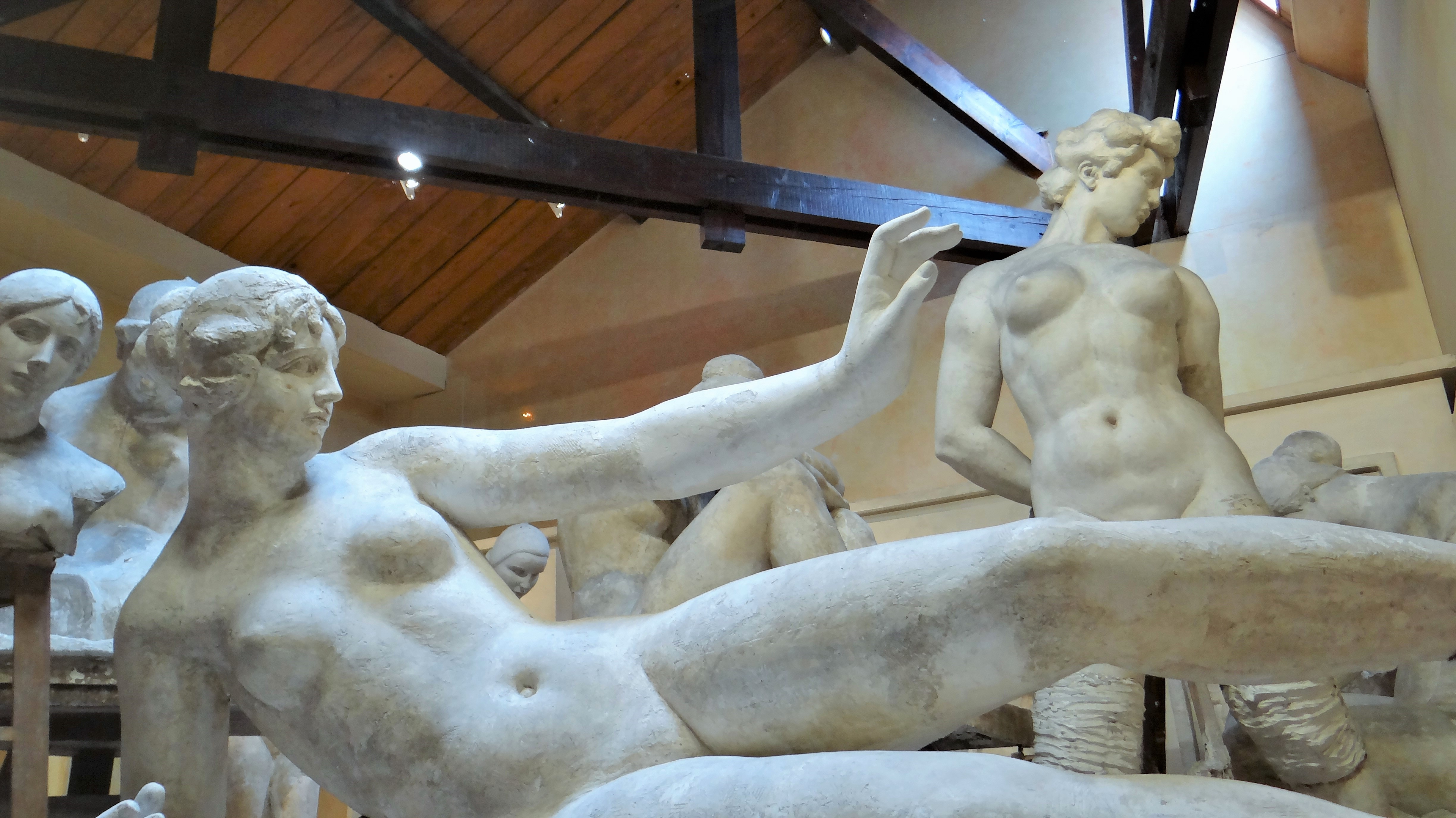
Estudios, yesos
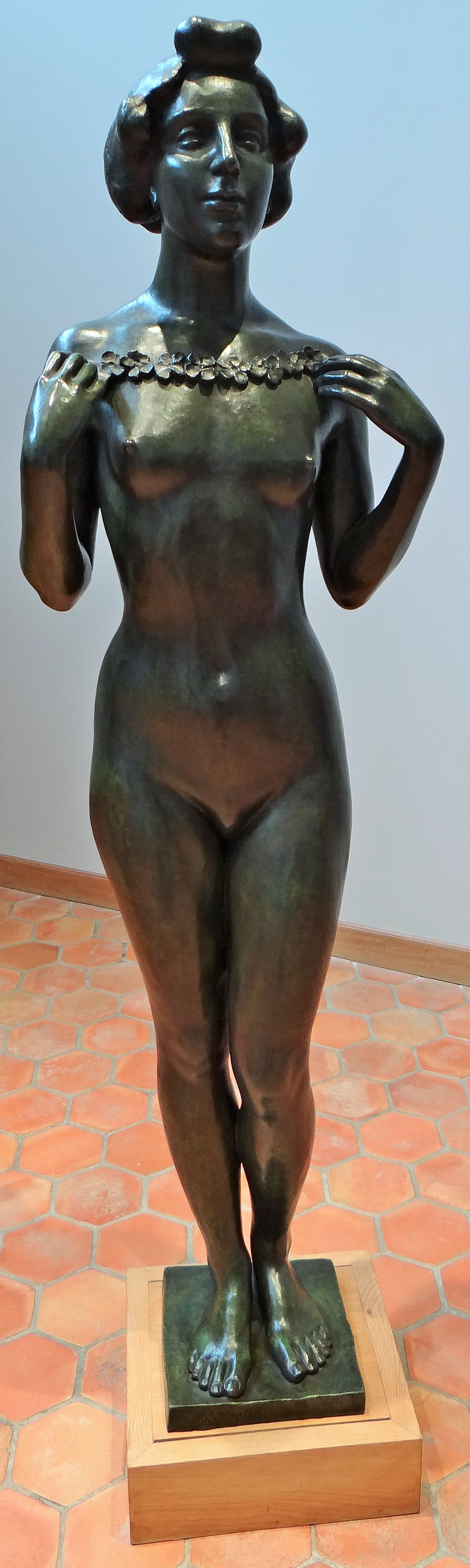
La Primavera, 1911, bronce.
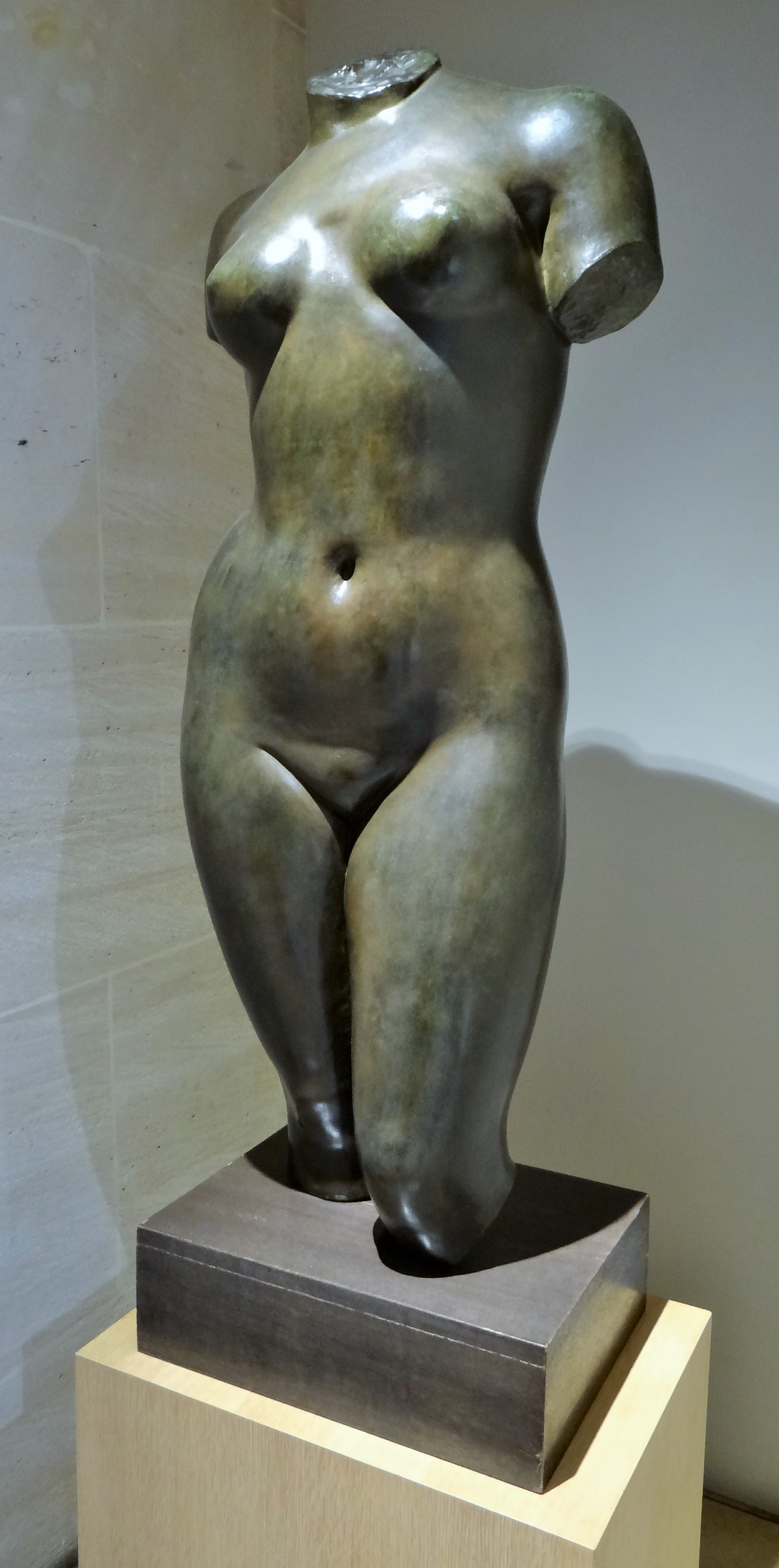
Torso de Venus, 1918-1925, bronce.
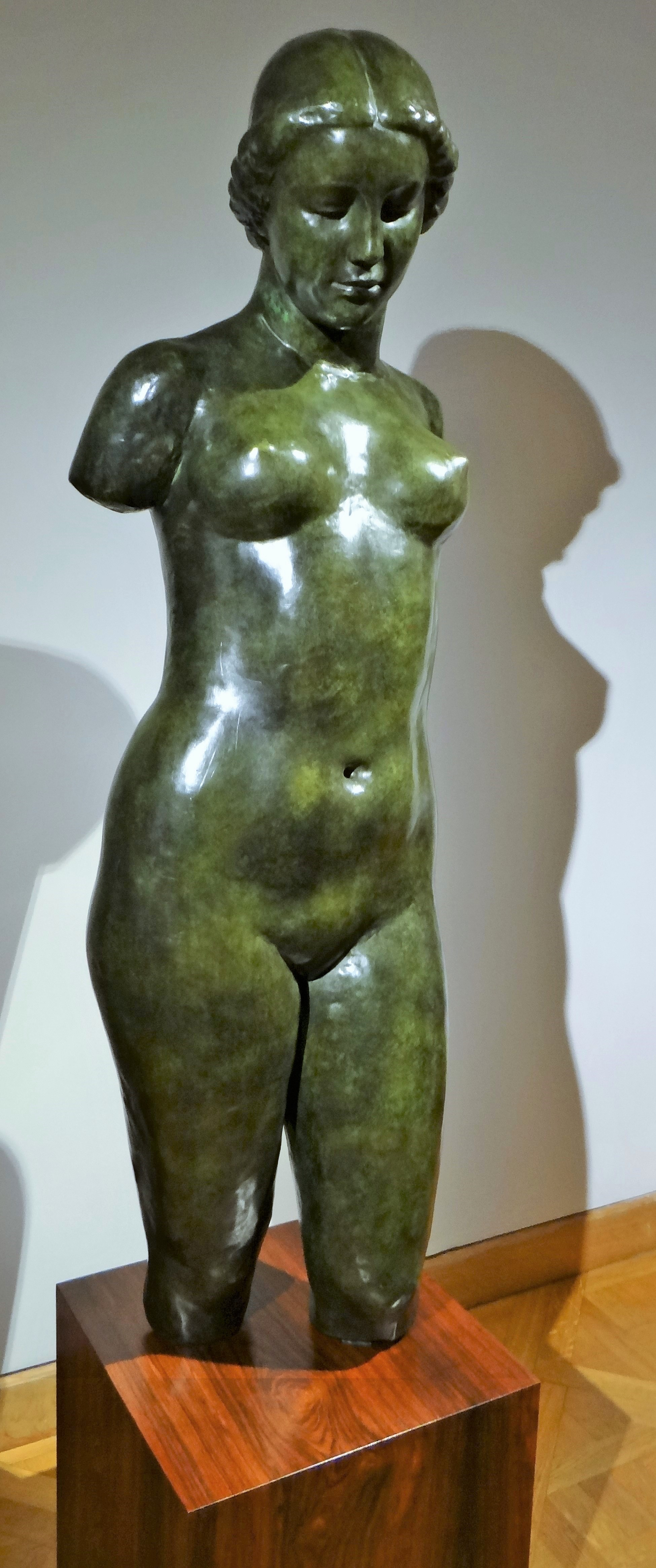
Torso de Dina, 1943, bronce.
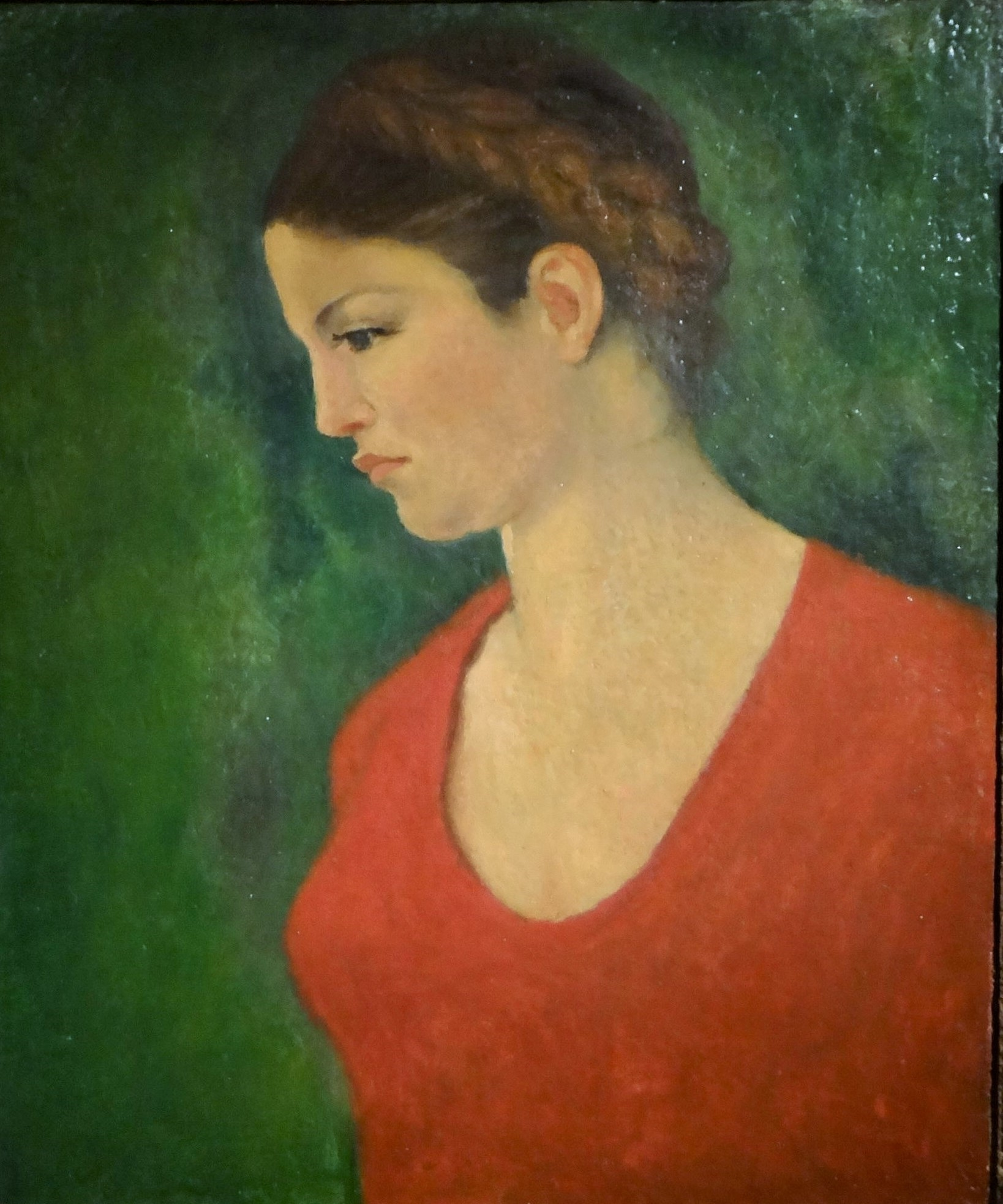
Retrato de Dina, 1940, óleo sobre lienzo

### Exposiciones temporales
- André Bauchant (1873-1958) : del 9 de marzo al 15 de octubre de 1995
- Serge Poliakoff (1900-1969) : del 2 de noviembre de 1995 al 30 de mayo de 1996
- Maillol, la pasión del bronce : del 13 de diciembre de 1995 al 30 de marzo de 1996
- René Rimbert (1896-1991) : del 5 de junio al 30 de octubre de 1996
- Giorgio Morandi (1890-1964) : del 6 de diciembre de 1996 al 17 de febrero de 1997
- Émile Gilioli (1911-1977) : del 27 de febrero al 15 de mayo de 1997
- Jean-Michel Basquiat (1960-1988), œuvres sobre papel : del 23 de mayo al 15 de octubre de 1997
- El desnudo en la obra de Félix Vallotton (1865-1925) : del 5 de noviembre de 1997 al 9 de marzo de 1998
- Michel Hass, el recorrido de veinte años 1979-1999 : del 20 de marzo al 31 de mayo de 1998
- Frida Kahlo (1907-1953) y Rivera Diego (1886-1957), miradas cruzadas : del 17 de junio al 30 de septiembre de 1998
- La escuela de Londres : del 10 de octubre de 1998 al 25 de enero de 1999
- Maria Elena Vieira da Silva (1908-1992) : del 3 de marzo al 13 de junio de 1999
- Keith Haring (1958-1990) : del 23 de junio al 10 de octubre de 1999
- Erik Boulatov : del 21 de octubre de 1999 al 24 de enero de 2000
- Raymond Mason : del 17 de febrero al 10 de mayo de 2000
- Pierre Bonnard (1867-1947) : del 31 de mayo al 10 de octubre de 2000
- Frank Horvat, ha daily aplazamiento 1999 : del 26 de octubre al 26 de noviembre de 2000
- Daniel Baugeste, Dior by Baugeste B ready, make it mine : del 1.º de diciembre de 2000 al 7 de enero de 2001
- La verdad desnuda : del 19 de enero al 23 de abril de 2001
- Maillol (1861-1944), pintor : del 6 de junio al 29 de octubre de 2001
- Bengt Olson, en la luz del norte : del 15 de noviembre de 2001 al 21 de enero de 2002
- Toulouse-Lautrec (1864-1901) y el cartel : del 8 de febrero al 19 de mayo de 2002
- Robert Rauschenberg, los diez últimos años : del 6 de junio al 14 de octubre de 2002
- Christian Schad (1894-1982) : del 6 de noviembre de 2002 al 16 de febrero de 2003
- Raoul Dufy (1877-1953), otra mirada : del 5 de marzo al 16 de junio de 2003
- Jean-Michel Basquiat (1960-1988), historia de una œuvre : del 27 de junio al 23 de octubre de 2003
- Fernando Botero, œuvres recientes : del 7 de noviembre de 2003 al 15 de marzo de 2004
- Bacon Francis, el sagrado y lo profana : del 7 de abril al 30 de junio de 2004
- Serge Poliakoff, la estación de las gouaches : del 8 de septiembre al 7 de noviembre de 2004
- Julio González, en la colección de la IVAM : del 17 de noviembre de 2004 al 21 de febrero de 2005
- Gustav Klimt, papeles éroticos : del 9 de marzo al 30 de mayo de 2005
- Robert  Couturier celebre sus 100 años al Museo Maillol : del 23 de junio al 12 de septiembre de 2005
- De Picasso a Basquiat, el fuego bajo los cendres : del 8 de octubre de 2005 al 13 de febrero de 2006
- René Magritte, todo en papel : del 8 de marzo al 19 de junio de 2006
- Stern Bert - Marilyn, la última sesión : del 29 de junio al 30 de octubre de 2006
- Levy Ra'anan, el cuarto doble : del 16 de noviembre de 2006 al 29 de enero de 2007
- Pascin (1885-1930), el magicien del real : del 14 de febrero al 4 de junio de 2007
- Weegee (1899-1968), en la colección Berinson : del 20 de junio al 15 de octubre de 2007
- Alemania, los años negros : del 31 de octubre de 2007 al 4 de febrero de 2008
- El Museo Maillol se expone : del 20 de febrero al 2 de junio de 2008
- Tiñió gold, el arte contemporáneo chino : del 18 de junio al 13 de octubre de 2008
- Séraphine (1864-1942) : del 1.º de octubre de 2008 al 18 de mayo de 2009
- Verso de nuevas orillas - la vanguardia rusa en la colección Georges Costakis : del 13 de noviembre de 2008 al 2 de marzo de 2009
- Condo George, la civilización perdida : del 17 de abril al 17 de agosto de 2009
- Guy Peellaert (1934-2008), Bye Bye, Bye Baby, Bye Bye : del 27 de mayo al 28 de septiembre de 2009
- Serge Poliakoff (1900-1969) : del 3 de septiembre de 2009 al 31 de enero de 2010
- Vanidades, de Caravage a Damien Hirst: del 3 de febrero al 28 de junio de 2010
- Tesoros de los Médici: del 29 de septiembre de 2010 al 13 de febrero de 2011
- Philippe Perrin, Under the gun :10 de noviembre de 2010 al 31 de enero de 2011
- Miró escultor: del 16 de marzo de 2011 al 31 de julio de 2011
- Pompeya - un arte de vivir: del 21 de septiembre de 2011 al 12 de febrero de 2012
- Artemisia Gentileschi (1593-1652) : del 14 de marzo al 15 de julio de 2012
- Canaletto (1697-1768) tiene Venecia Del 19 de septiembre de 2012 al 10 de febrero de 2013.
- Pixi, el universo Pixi de Alexis Poliakoff : 10 de octubre de 2012 al 10 de febrero de 2013
- Frágil: Murano, obras maestras de vidrio del Renacimiento al XXI : del 27 de marzo al 28 de julio de 2013
- Los Étrusques : del 18 de septiembre de 2013 al 9 de febrero de 2014
- La Hacienda de Nápoles, las joyaux de San Gennaro : del 19 de marzo al 20 de julio de 2014. Primera exposición de estos objetos al extranjero.
- Los Borgia y su tiempo De Leonardo da Vinci a Miguel Ángel : 17 de septiembre de 2014 al 15 de febrero de 2015
- David Kakabadzé, Pasajes : 17 de septiembre de 2014 al 15 de febrero de 2015
- Todo es arte ? Ben al Museo Maillol : 14 de septiembre de 2016 al 15 de enero de 2017
- 21, calle La Boétie. Picasso, Matisse, Braque, Ligero, Laurencin... Presentación del comerciante de arte Paul Rosenberg : del 2 de marzo al 23 de julio de 2017
- Pop Arte - Icons that matter Colección del Whitney Museum of American Arte, Nueva York : del 22 de septiembre de 2017 al 21 de enero de 2018
- Foujita. Pintar en los años locos : del 7 de marzo al 15 de julio de 2018
- Giacometti Entre tradición y vanguardia : del 14 de septiembre al 20 de enero de 2019
- La colección Émile Bürhrle : del 20 de marzo al 21 de julio de 2019
- Del aduanero Rousseau a Séraphine. Los grandes maestros ingenuos : del 11 de septiembre de 2019 al 19 de enero de 2020
- Espíritu estás-callado allí ? Los pintores y las voces de la más allá : del 10 de junio de 2020 al 1.º de noviembre de 2020